# Timon Seubert
Timon Seubert (* 23. April 1987 in Hamburg) ist ein ehemaliger deutscher Radrennfahrer.

## Sportliche Laufbahn
Seubert erhielt ab der Saison 2010 einen Vertrag beim neu gegründeten Team NetApp. Für dieses Team belegte er 2010 Rang zwei in der Gesamtwertung der Slowakei-Rundfahrt. Er bestritt als wichtigste Rennen die Flandern-Rundfahrt und Paris–Roubaix, das er 2011 als 64. beendete, sowie den Giro d’Italia 2012, den er auf der 20. Etappe krankheitsbedingt aufgeben musste. Nach Ablauf der Saison 2012 beendete Seubert seine Karriere als Radprofi und begann eine Tätigkeit als lizenzierter Fitnesstrainer.

## Erfolge
2002
- Deutscher Meisterschaft – Einerverfolgung (Jugend)[3]

2003
- Deutscher Meisterschaft – Mannschaftsverfolgung (Jugend)[4]
- European Youth Olympic Festival – Einzelzeitfahren[5]